# ميناء حلق الوادي
ميناء حلق الوادي هو ميناء تجاري حكومي يقع في مدينة حلق الوادي التونسية. أسس سنة 1988. وهو مينـاء متخصص في إستقبال المسافرين والسياح.

## وصلات خارجية
- ديوان البحرية التجارية والمواني
- دليل ديوان البحرية التجارية والموانئ على موقع اتحاد الموانئ البحرية العربية